# James Seear
James Seear (1986) es un deportista australiano que compitió en triatlón. Ganó una medalla de bronce en el Campeonato de Oceanía de Triatlón de 2008.

## Palmarés internacional
| Campeonato de Oceanía | Campeonato de Oceanía      | Campeonato de Oceanía | Campeonato de Oceanía |
| Año                   | Lugar                      | Medalla               | Prueba                |
| --------------------- | -------------------------- | --------------------- | --------------------- |
| 2008                  | Wellington (Nueva Zelanda) | Medalla de bronce     | Individual            |